# Exèrcit Lliure de Gal·les
L' Exèrcit Lliure de Gal·les (de l'anglès, Free Wales Army i abreujat com a FWA; en gal·lès: Byddin Rhyddid Cymru) va ser una organització paramilitar nacionalista gal·lesa formada a Lampeter al comtat de Cardiganshire (avui dia Ceredigion) per Julian Cayo-Evans el 1963. El seu objectiu era establir una república gal·lesa independent.

## Història
L'FWA va aparèixer per primer cop en públic en una protesta de 1965 contra la construcció de l'embassament de Llyn Celyn. El 1966 van participar en les celebracions irlandeses del 50è aniversari de l'Alçament de Pasqua a Dublín. Una entrevista televisiva de 1967 amb David Frost va donar a conèixer el grup a un públic més ampli. Els membres portaven uniformes militars casolans i marxaven en llocs històrics com Machynlleth, a més de realitzar maniobres amb armes petites i explosius al camp i reivindicar la responsabilitat de molts dels sabotatges del Mudiad Amddiffyn Cymru (Moviment per la Defensa de Gal·les) contra les infraestructures de transport d'aigua cap a Anglaterra. També van donar recolzament a les famílies de les víctimes de la catàstrofe d'Aberfan que tenien les indemnitzacions bloquejades.
En general, els mitjans de comunicació no van prendre's seriosament l'organització, i en una nota del govern britànic va advertir que no es "prengui massa seriosament les activitats de l'organització" dient que això "li donaria una importància i publicitat immerescudes que els seus líders estan buscant clarament". No obstant això, en un context de sabotatges i protestes contra la investidura de l'actual rei Carles III com a príncep de Gal·les, el govern el va incloure com un objectiu a tenir en compte, i el 1969 nou membres van ser arrestats i acusats de delictes d'ordre públic. El judici, fet a Swansea, va durar 53 dies i va finalitzar el dia de la investidura. El primer dia de judici, els acusats van ser "rebuts amb un recital improvisat del Hen Wlad Fy Nhadau des de la galeria pública". Gairebé totes les proves que va aportar la fiscalia provenien de periodistes que havien informat de les accions del grup. Julian Cayo-Evans, el seu segon al comandament, Dennis Coslett (que es va negar a parlar anglès durant tot el judici), i quatre membres més van ser condemnats; Cayo-Evans, Coslett i Gethin ap Iestyn van passar 15 mesos a la presó.
El lema de l'Exèrcit era "Fe godwn ni eto", en català "Ens tornarem a aixecar". La seva insígnia era l'Eryr Wen, una àliga blanca estilitzada muntada sobre un escut verd fosc, amb la bandera de Gal·les al quarter superior esquerra, i que representa l'àliga d'Eryri, que en la mitologia gal·lesa es diu que protegeix Gal·les, esmentada al poema Mab Darogan. Aquest poema del segle XIII afirma: "La profecia de Myrddin Wyllt és que vindrà un rei amb heroïcitat d'entre el poble gal·lès. Els profetes han dit que els homes generosos renaixeran del llinatge de les àligues de Snowdonia". El símbol modern va ser dissenyat per Harri Webb, poeta republicà gal·lès i redactor en cap del mensual The Welsh Nation durant diversos anys.
Van córrer rumors que l'FWA havia rebut armes el 1968 de l'IRA Oficial (OIRA), encara que Cayo-Evans ho va negar més tard. A Irlanda, un rumor —utilitzat contra l'OIRA pels seus rivals dins del republicanisme irlandès— era que l'OIRA havia donat o venut la majoria de les seves armes al FWA com a part de la seva desvinculació de la violència política, deixant-la indefensa quan va esclatar la violència intercomunària a Irlanda del Nord l'agost de 1969.
El 2005, el diari Western Mail va publicar informació procedent dels Arxius Nacionals del Regne Unit, afirmant que Cayo-Evans tenia una "edat mental de 12 anys", i que Coslett estava "desequilibrat".